# 宣化区
宣化区（せんか-く）は中華人民共和国河北省張家口市に位置する市轄区。

## 歴史
1949年、宣化県より分割設置された宣化市を前身とする。1955年に張家口市に編入され宣化区となったが、1960年に再び宣化市とされたが、1963年に一旦廃止された。1983年に張家口市が地級市に昇格した際に宣化区とされ現在に至る。2016年に、元の宣化県は取り消され、宣化区に合併された。

## 行政区画
- 街道:天泰寺街道、皇城街道、南関街道、南大街街道、大北街街道、工業街街道、建国街街道
- 鎮:龐家堡鎮、深井鎮、崞村鎮、洋河南鎮、賈家営鎮、顧家営鎮、趙川鎮、江家屯鎮、河子西鎮、侯家廟鎮
- 郷:春光郷、李家堡郷、王家湾郷、塔児村郷